# 何开荫
何开荫（1935年8月—），安徽省天长县人。中华人民共和国农业政策研究者。

## 经历
- 1953-1957年就读于于北京农业大学（中国农业大学）农学专业
- 1957年，还是北京农业大学的学生的何开荫打成了”右派”，发配到了北大荒一个几近蛮荒的青年农场，在三江平原垦荒生产16年，从事农业科研数年
- 1978年，时年四十三岁的何开荫终于回到了安徽省天长县的家乡。中国农村的历史性改革又一次点燃了他的激情，加上来安县委书记王业美是他的老领导，又比较爱关心国家大事，喜欢思考社会热点问题，当王业美全国第一个拍板在来安县搞起”包产到户”时，何开荫紧随王业美，走到了农村改革的第一线；以后又追随积极支持凤阳县小岗村搞起”大包干”的滁县地委书记王郁昭，冒死推行家庭联产承包责任制。家庭联产承包的”大包干”在全国赢得成功，王郁昭作为那场改革的功臣，出任了安徽省省长，何开荫也进了安徽省政府办公厅开始了宏观农业政策的研究工作并兼任安徽大学教授，安徽大学“中国三农问题研究中心”主任
- 1997年受聘为安徽省人民政府参事

## 延伸阅读
- 柏晶伟，为农业大包干报户口的人：王郁昭，北京：中国发展出版社，2007年
- 陈桂棣,吴春桃， 报告文学《中国农民调查》，	人民文学出版社，2004年